# جون أرنت
جون أرنت (بالإنجليزية: Jon Arnett) هو لاعب كرة قدم أمريكية أمريكي، ولد في 20 أبريل 1935 في لوس أنجلوس في الولايات المتحدة.

## وصلات خارجية
- جون أرنت على موقع مرجع كرة القدم المحترفة.كوم (الإنجليزية)
- جون أرنت على موقع كلية كرة القدم في سبورتس رفرنس.كوم (الإنجليزية)